# Harsewinkel
Harsewinkel é uma cidade da Alemanha localizado no distrito de Güterloh, região administrativa de Detmold, estado de Renânia do Norte-Vestfália.